# Kana (sanger)
 For alternative betydninger, se Kana (flertydig). (Se også artikler, som begynder med Kana)
Kana er en japansk pop- og rocksanger. Hun er også legetøjsdesigner, illustrator og modedesigner. Hun begyndte sin karriere som model for magasinet Gothic & Lolita Bible, og optræder stadig regelmæssigt i samme dette. I 1996 begyndte hun som sanger ved at synge for et electronica-band kaldet Starblues. kana blev dog hurtigt skiftet ud, grundet uenighed blandt bandmedlemmerne. I 2000 vendte hun tilbage til musikken med sin udgivelse af maxisinglen "Hebi-Ichigo". Til trods for at hendes vokal ofte bliver kritiseret for at hård og skrigende, blev hendes sange taget godt imod og flere singler, så som "Chimane" og "Kuuchuu Buranko", blev udgivet efterfølgende. Kana udgav eventuelt sit første rigtige album, Doubutsu-teki Ningen, i 2001, efterfuldt af Kikai-teki Ningen i 2002, Ningen-teki Ningen i 2003, og Spade i 2005 under hendes ejet pladeselskab, Ichigo-SHA. Efter over et år tog Kana på en europæisk turné i Frankrig, Sverige, Finland og Tyskland fra midten af 2006 til 2007. Kana informerede via sin blog sine fans om et nyt album der eventuelt blev udgivet i juli 2007, med titlen Tsuki no Usagi, under hendes nye alias MOON-香奈-kana-. Kana tog efterfølgende på endnu Europa turné i slutningen af 2007; "Bunny Tour".

## Diskografi

### Tour
- 2012
  - 10 / Concert "MOON KANA", Spain : Madrid
  - 10 / Signing session, Austria : Spain : Madrid
  - 7 / Concert "MOON KANA", Austria : Wiener Neustadt
  - 7 / Signing session, Austria : Wiener Neustadt
- 2011
  - 10 / Concert "MOON KANA", Spain : Madrid
  - 10 / Signing session, Spain : Madrid
  - 10 / Concert "MOON KANA", Portugal : Oporto
  - 10 / Signing session, Portugal : Oporto
- 2010
  - 7,8 / Concert "MOON KANA", Germany : Bonn (Beethoven Hall)
  - 7,8 / Signing session, Germany : Bonn
  - 7 / Signing session, France : Paris
  - 4 / LIVE "MOON KANA Bunny LIVE", USA : Los Angeles
  - 4 / Signing session, USA : Los Angeles
- 2008
  - 2 / LIVE, Thailand : Bangkok
  - 2 / Signing session, Thailand : Bangkok
- 2007
  - 12 / a solo live tour "MOON KANA Bunny Tour in Europe",

(England : London,France : Paris,France : Strasbourg,Spain : Barcelona,Finland : Helsinki)
- - 12 / LIVE, France : Paris
  - 7 / a solo live "MOON KANA vip Party", France : Paris
  - 7 / Signing session, France : Paris
  - 2,3 / a solo live tour "MOON KANA Europe Tour",

(France : Paris,Germany : Munich,Finland : Helsinki,Sweden : Stockholm,October 2006 / LIVE , France : Paris)
- 2006
  - 10 / LIVE , France : Paris
- 2004
  - 3 / a solo live "KANA", Japan : Harajuku (Astro Hall)
- 2003
  - 12 / a solo live "KANA", Japan : Harajuku (Astro Hall)
  - 8 / a solo live "KANA", Japan : Harajuku (Astro Hall)
  - 8 / in store live , Japan : Harajuku (HMV)
  - 7 / in store live , Japan : Shibuya (TOWER RECORDS)
- 2002
  - 12 / a solo live "KANA no Mori", Japan : Shibuya
  - 7 / a solo live "KANA no Mori", Japan : Shibuya
  - 7 / in store live "KANA", Japan : Harajuku (HMV)
  - 1 / LIVE, Japan : akasaka (akasaka BLITZ)
- 2001
  - 9 / in store live , Japan : Shibuya (TOWER RECORDS)
  - 9 / in store live , Japan : Harajuku (HMV)
  - 4 / LIVE, Japan : Shibuya (on air EAST)
  - 6 / a solo live "KANA no Mori", Japan : Shibuya
  - 2 / in store live , Japan : Shibuya (TOWER RECORDS)
- 2000
  - 12 / a solo live "KANA no Mori", Japan : Shibuya
  - 9 - 2 / in store live , all across japan : from Hokkaido to Okinawa (TOWER RECORDS, etc)
- before Debut
  - 4 / a solo live "KANA Doubutsuen", Japan : Shibuya (on air WEST)
  - in store live (101 times), Japan : around Tokyo (TOWER RECORDS and WAVE etc)

June 1998 - September 1999 / LIVE (6 times), Japan : Shibuya,Ebisu and Shimokitazawa

### Album
[2001.09.21] 動物的人間 (Doubutsu-teki Ningen; Animal-Like Human)
1. れいんぼぉ－人間式－ (Reinbo -Ningen Shiki-; Rainbow -Human Mode-)
2. 蛇苺 (Hebi-Ichigo; Snake-Strawberry)
3. かび (Kabi; Mold)
4. 乳 (Mirukii; Milky)
5. とらぼるた (Toraboruta; Travolta)
6. 血まめ (Chimame; Blood Blister)
7. 樹液 (Jueki; Sap)
8. 森 (Mori; Forest)
9. 空中舞乱孤 (Kuuchuu Buranko; Sky Swing)
10. つの (Tsuno; Horn)
11. 大地 (Daichi; Ground)
12. 桃－芽がはえた式－ (Momo -Me Ga Haeta Shiki-; Peach -Grown Bud Mode-)

[2002.09.26] 機械的人間 (Kikai-Teki Ningen; Machine-Like Human)
1. 蝋の国 (Rou No Kuni; Country Of Wax)
2. すず (Suzu; Bell)
3. 黒砂糖 (Kurozatou; Brown Sugar)
4. 鉄くず (Tetsukuzu; Iron Scrap)
5. まばたき (Mabataki; Twinkling)
6. 安全ピン (Anzen Pin; Safety Pin)
7. しっぽ (Shippo; Tail)
8. 都 (Miyako; Capital)
9. 鍵 (Kagi; Key)
10. 血みどろ (Chimidoro; Blood-Stained)
11. ティロリン (Tirorin)
12. 猫たん (Nekotan; Cat-Chan)
13. 獣 (Kedamono; Beast)
14. 虫なき月夜 (Mushi Naki Tsukiyo; Moonlit Night Without Bugs)

[2005.02.02] スペード (Supeido; Spade)
1. トランプゲーム (Toranpu Geimu; Tramp Game)
2. 使者 (Shisha; Messenger)
3. 蜘蛛の毒 (Kumo No Doku; Spider's Poison)
4. ぬいぐるみ (Nuigurumi; Stuffed Animal)
5. ロリィタ (Roriita; Lolita)
6. メイド (Meido; Maid)
7. 舞踏会 (Butokai; Ball/Dance)
8. 世界になる羽根は。。。 (Sekai Ni Naru Hane Wa...; The Wings That Become The World...)
9. すずらん (Suzuran; Lily of the Valley)
10. めろん (Meron; Melon)
11. The Curtain Rises

[2007.07.03] 月の兎 (Tsuki no Usagi; Moon Rabbit)
1. Chocolat (Chocolate)
2. Picnic
3. MOON WINGS
4. ドラゴン (Doragon; Dragon)
5. 兎 (Usagi; Rabbit)
6. 夢の国 (Yume No Kuni; Country Of Dreams)
7. Lapin (Rabbit)
8. 天空 (Tenku; The Sky)
9. 月代 (Tsukishiro; White Moon)
10. Moon Wings～翼の光 Version～ (Moon Wings ~Tsubasa No Hikari Version~; Moon Wings ~Wings Of Light Version~)

### Mini Album
[2003.07.23] 人間的人間 (Ningen-Teki Ningen; Human-Like Human)
1. はだか (Hadaka; Naked)
2. 炎 (Honoo; Flames)
3. 宇宙服 (Uchuufuku; Spacesuit)
4. 記号 (Kigou; Symbol)
5. ハート (Haato; Heart)
6. 土星国 (Doseikoku; Saturn Kingdom)
7. 月の冠 (Tsuki No Kanmuri; Crown Of The Moon)

### Singler
[2000.09.21] 蛇苺 (Hebi-Ichigo; Snake-Stawberry)
1. 蛇苺 (Hebi-Ichigo; Snake-Stawberry)
2. きば (Kiba; Fang)
3. 釘 (Kugi; Screw)
4. 羽虫 －ゴミ箱式－ (Hamushi -Gomi Bako Shiki-; Flying Insect -Trash Can Mode-)

[2001.02.21] 血まめ (Chimame; Blood Blister)
1. 血まめ (Chimame; Blood Blister)
2. 骨 (Hone; 'Bone)
3. 桃 (Momo; Peach)
4. 羽虫 －軟骨式－ (Hamushi -Nankotsu Shiki-; Flying Insect -Cartilage Mode-)

[2001.05.23] 空中舞乱孤 (Kuuchuu Buranko; Sky Swing)
1. 空中舞乱孤 (Kuuchuu Buranko; Sky Swing)
2. 毛だま (Kedama; Hairball)
3. 月の翼 (Tsuki No Tsubasa; Moon's Wings)
4. 羽虫 －天龍式－ (Hamushi -Tenryuu Shiki-; Flying Insect -Heavenly Dragon Mode-)

[2001.11.21] 肉 (Niku; Meat)
1. 肉 (Niku; Meat)
2. 缶詰 (Kandzume; Canned Food)
3. れいんぼぉ－動物式－ (Reinbo -Doubutsu Shiki-; Rainbow -Animal Mode-)

[2002.07.24] 安全ピン (Anzen Pin; Safety Pin)
1. 安全ピン (Anzen Pin; Safety Pin)
2. パピちゃん (Papi-Chan; Puppy-Chan)
3. 砂嵐 (Suna Arashi; Sand Storm)
4. 羽化 ―ココロ式― (Uka -Kokoro Shiki-; Grown Wings -Heart Mode-)

### DVD/VHS
[2002.07.24] ココロの森 (Kokoro no Mori; Heart of the Forest)
1. 羽虫 －ゴミ箱式－ (Hamushi -Gomi Bako Shiki-; Flying Insect -Trash Can Mode-)
森 (Mori; Forest)
2. 樹液 (Jueki; Sap)
3. 蛇苺 (Hebi-Ichigo; Snake-Stawberry)
羽虫 －軟骨式－ (Hamushi -Nankotsu Shiki-; Flying Insect -Cartilage Mode-)
4. 血まめ (Chimame; Blood Blister)
釘 (Kugi; Screw)
5. 桃－芽がはえた式－ (Momo -Me Ga Haeta Shiki-; Peach -Grown Bud Mode-)
森 (Mori; Forest)
6. れいんぼぉ－動物式－ (Reinbo -Doubutsu Shiki-; Rainbow -Animal Mode-)
森のおくりもの (Mori No Okurimono; Forest's Present)
7. 肉－はだか式－ (Niku -Hadaka Shiki-; Meat -Naked Mode-)